# تمرد ليسلير
كان تمرد ليسلير انتفاضة في أواخر القرن السابع عشر في نيويورك الاستعمارية، حيث فرض التاجر وقائد الميليشيات الأمريكي ذو الأصل الألماني جاكوب ليسلير سيطرته على جنوب المستعمرة وحكمها من 1689 – 1691. اندلعت الانتفاضة في أعقاب الثورة البريطانية المجيدة، وفي أعقاب ثورة بوسطن عام 1689 في دومينيون نيو إنجلاند. عكس التمرد سخط المستعمر على سياسات الملك المعزول جيمس الثاني ملك إنجلترا.
لم تُستعاد السلطة الملكية حتى عام 1691 عندما أُرسل إلى نيويورك فرق إنجليزية وحاكم جديد. ألقت هذه القوات القبض على ليسلير، الذي حُكِمَ وأُدين بالخيانة العظمى. عند تنفيذ حكم الإعدام ترك التمرد المستعمرة متنافرة، ومنقسمة بشدة إلى فصيلتين متنافستين.

## الخلفية
سيطرت القوات الإنجليزية على نيو نذرلاند في عام 1664 ووهب الملك تشارلز الثاني ملك إنجلترا الإقليم لأخيه جيمس، الذي أصبح لاحقًا دوق يورك، ليحكمه كما يشاء. قسم جيمس شرق وغرب جيرسي لملاك آخرين وأنشأ بصورة أساسية حكومة استبدادية مع حاكم قوي ومجلس من دون هيئة تشريعية منتخبة.

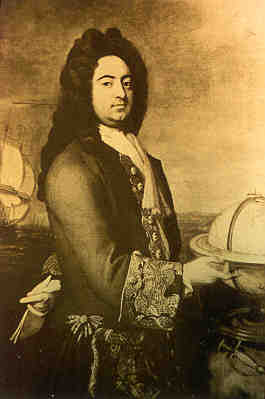
فرانسيس نيكلسون

خلف جيمس عرش أخيه عام 1685 وأنشأ دومينيون نيو إنجلاند في السنة التالية. في مايو عام 1688، أضاف نيويورك وولايات جيرسي إلى الدومينيون. في ذلك الصيف أتى الحاكم سير إدموند أندروس إلى نيويورك لفرض سيطرته ونصّب فرانسيس نيكلسون قائدًا في الجيش البريطاني لإدارة تلك المستعمرات بصفته نائب الحاكم العام.
حصل نيكلسون على المساعدة من قبل مجلس محلي وليس من جمعية تشريعية. رآه العديد من سكان نيويورك بأنه واحد من الحكام الملكيين المقبلين الذين «أفسدوا وبأكثر الطرق التعسفية امتيازاتنا القديمة». برر نيكلسون حكمه بالقول إن المستعمرين كانوا «شعبًا سبق وأن تعرضوا للغزو من قبل، وبالتالي ...لا يمكنهم المطالبة بالحقوق والامتيازات مثل الشعب الإنجليزي».
في أواخر عام 1688، أطاحت الثورة المجيدة بالملك جيمس الكاثوليكي واستُبدل بالبروتستانت ويليام الثالث وماري الثانية. لم يحظى حكم أندروس بشعبية كبيرة وبالأخص في نيو إنجلاند، واستخدم خصومه في ماساتشوستس هذه التغيرات في القوى الملكية لمصالحهم السياسية وذلك بتنظيم انتفاضة.
في 18 أبريل عام 1689، تشكلت عصابة في بوسطن قادها شخصيات سياسية سابقة من ماساتشوستس، ألقت هذه العصابة القبض على أندروس بالإضافة إلى مسؤولين من السلطة آخرين. أدى هذا إلى سلسلة تعاقبية من الأحداث تمكنت فيها ماساتشوستس ومستعمرات نيو إنجلاند من استعادة حكوماتها المهيمنة.

## تصاعد حدة التوترات
علم نائب الحاكم العام نيكلسون بشأن الانتفاضة في بوسطن بحلول 26 أبريل. لم يتخذ أي إجراء للإعلان عنها أو عن الثورة في إنجلترا خوفًا من إثارة احتمالات التمرد في نيويورك. أصبح السياسيون وقادة الميليشيات أكثر حزمًا في لونغ آيلاند عندما علموا بشأن ثورة بوسطن، وطُرد المسؤولين المهيمنين من عدد من المجتمعات بحلول منتصف مايو.
في الوقت نفسه، علم نيكلسون أن فرنسا أعلنت الحرب على إنجلترا، ما هدد بشن الهجمات الفرنسية والهندية على الحدود الشمالية لنيويورك. كان يعاني أيضًا من نقص في القوات، حيث أرسل أندروس معظم حامية نيويورك للتعامل مع النشاط الهندي في ولاية مين. ووجد أن الأعضاء النظاميون انقادوا وراء الشّعبيّون بالاعتقاد بأنه كان يحاول فرض الحكم الكاثوليكي على نيويورك. حاول تهدئة المواطنين المذعورين بسبب الغارات الهندية المشاعة عن طريق دعوة الميليشيات للانضمام إلى حامية الجيش في فورت جيمس في جزيرة مانهاتن.
كانت دفاعات نيويورك في حالة سيئة، وصوت مجلس نيكلسون لفرض رسوم جمركية على الواردات لتحسينها. قوبل هذا الإجراء بمقاومة فورية، حيث رفض عدد من التجار دفع الرسوم. ومن المقاومين على وجه الخصوص، جاكوب ليسلير، وهو صاحب نسب رفيع عمل بالتجارة وكان ألمانيًا مهاجرًا على مذهب الكالفينية وقائدًا للميليشيات. كان ليسلر معارضًا صريحًا لنظام السيادة، الذي اعتبره محاولة لفرض البابوية على المقاطعة، وربما لعب دورا في تخريب الأعضاء النظاميين لنيكلسون.
في 22 مايو، قُدمت عريضة لمجلس نيكلسون من قبل الميليشيات، التي طلبت تحسين أسرع لدفاعات المدينة وأرادت أيضًا الوصول إلى مخزن الذخائر في الحصن. رُفض الطلب الأخير، ما زاد من حدة القلق من أن المدينة لم يكن لديها إمدادات كافية من الذخائر. تفاقم هذا القلق أكثر عندما بدأ قادة المدينة في البحث للحصول على إمدادات إضافية.

## التمرد
أدلى نيكولسون بتعليق عصبي لضابط في الميليشيا في 30 مايو 1689، ما أدى إلى تفاقم الأمور واندلاعها إلى تمرد مفتوح. كان نيكلسون معروفًا بمزاجه، وقال للضابط: «أفضل أن أرى المدينة تشتعل بدلًا من رؤيتك في موضع القيادة». وانتشرت الشائعات حول المدينة بأن نيكلسون مستعدًا لحرقها. استدعى الضابط وطالبه بتسليم تكليفه. كان قائد الضابط هو أبراهام دي بيستر، وكان أحد أغنى الرجال في المدينة، وشارك في جدال ساخن مع نيكلسون، وذلك بعد خروج دي بيستر وشقيقه يوهانيس، الذي كان قائد ميليشيا أيضًا، من قاعة المجلس غاضبين.
استُدعيت الميليشيا ونزلوا بأعداد غفيرة إلى فورت جيمس، التي احتلوها. أُرسل ضابط إلى المجلس للمطالبة بمفاتيح مخزن الذخائر، التي استسلم لطلبهم نيكلسون في النهاية وذلك من أجل «منع إراقة الدماء والمزيد من الأذى». في اليوم التالي، دعا مجلس ضباط الميليشيات جاكوب ليسلير لتولي قيادة ميليشيا المدينة. فعل ذلك، وأصدر المتمردون بيانًا بأنهم سيحتفظون بالحصن نيابة عن العواهل الجدد حتى يرسلوا حاكمًا مفوضًا كما ينبغي.
لم يكن دور ليسلير معروفًا بدقة في انتفاضة الميليشيات، ولكن تشير عددًا من الملاحظات إلى مشاركته فيها. قدم هو وقائد الميليشيا تشارلز لودويك العريضة في 22 مايو. قاد جوست ستول، أحد ضباطه، الميليشيا إلى أبواب فورت جيمس، وقام ضابط آخر بتسليم طلب للحصول على مفاتيح مخزن الذخائر. على أي حال، لم تشير أي من الشهادات التي جمعها نيكلسون قبل مغادرته إلى أن ليسلير كان قائدًا للمجموعة.

## أهمية التمرد
كما يظهر ووترمان، يرى العديد من المؤرخين التمرد على أنه ثورة هولندية ضد السيطرة الإنجليزية. ومع ذلك، فشل ليسلير في الفوز بدعم الكنيسة الهولندية الإصلاحية. استغل ليسلير، الذي كان نجل كاهن الإصلاح الألماني، معاداة الكاثوليكية الشعبية وكان مدعومًا من قبل الحرفيين وصغار التجار الذين عارضوا التجار الأغنياء. رأى أتباعه أنفسهم كأشخاص يقاومون الأَنْجلَزَة وكانوا الورثة الحقيقيين للدين الهولندي.
على أي حال، اتبع تمرد ليسلير نمطًا معينًا لتمردات أخرى في نفس الفترة: تمرد بيكون في عام 1676، وثورة بوسطن عام 1689 التي خلعت أندروس، وثورة غوف عام 1683 الفاشلة في نيو هامبشاير، وتمرد كولبيبر في كارولينا الشمالية في 1677، والثورة البروتستانتية ضد الحكومة التي يهيمن عليها الكاثوليك في ماريلاند عام 1689.
من بين كل هذه التمردات، تمردت مجموعة من المزارعين من الطبقة المتوسطة، أو التجار، أو الحرفيين ضد مجموعة من النخب الراسخة التي احتكرت السلطة. لم يتمرد المتظاهرين ضد الحكم البريطاني في أي من هذه الحالات. بدلًا من ذلك، كان صراعهم مع السلطات المحلية التي رأوا أنها تمنع الوصول إلى ثروة أو قوة أكبر داخل النظام البريطاني. في الوقت نفسه، أدى وجود الجنود البريطانيين على الأراضي الاستعمارية وتطبيق قوانين الملاحة المهملة إلى زيادة التوتر بين المستعمرين والقوات البريطانية.[بحاجة لمصدر]